# Matthias Cammann
Matthias Cammann (* 13. Oktober 1965 in Bremen) ist ein deutscher Fernseh-Sportjournalist.

## Werdegang
Journalistisch begann Cammann seine Tätigkeit mit einem Praktikum in der Olympia-Redaktion des SDR in Los Angeles. Während des Studiums der Sportwissenschaften (mit Teilstudiengang Journalistik) in Hamburg arbeitete Cammann als freier Mitarbeiter beim NDR-Hörfunk. Nach dem Studienabschluss als Diplom-Sportwissenschaftler begann er ein Volontariat beim NDR. Im Anschluss begann er als fester freier Mitarbeiter in der Sportredaktion des NDR-Fernsehens. Kurze Abstecher nach New York und zum SFB nach Berlin folgten. Allerdings blieb er dem NDR bis heute treu. Cammann moderierte einige Jahre Sportclub aktuell und Sportclub live, war als Autor und Kommentator unterwegs.
Mittlerweile ist Cammann Redaktionsleiter der NDR-Sportredaktion, kommentiert nebenbei für die ARD-Sportschau und das NDR-Fernsehen Fußballspiele. Zudem ist er ARD-Tenniskommentator bei Olympischen Spielen. Sein berufliches Herz gehört neben Fußball und Tennis aber auch Sportarten wie Basketball, Eishockey, Golf und Leichtathletik.
1999 wurde Cammann gemeinsam mit Konstantin Sauer für die Dokumentation Als der Osten den Westen schlug mit dem VDS-Fernsehpreis ausgezeichnet. 2012 war Cammann mit der NDR-Doku-Serie Sportclub History für den Grimme-Preis nominiert.